# Alice Treff
Alice Martha Treff (Berlino, 4 giugno 1906 – Berlino, 8 febbraio 2003) è stata un'attrice e doppiatrice tedesca.
Attrice che si divise tra cinema, teatro e televisione, tra grande e piccolo schermo, partecipò ad oltre 150 di differenti produzioni, a partire dall'inizio degli anni trenta.
Come doppiatrice, ha prestato la propria voce ad attrici quali Joan Bennett, Valentina Cortese, Bette Davis, Ruth Gordon, Virginia Gregg, Lotte Lenya, Ann Miller, Margaret Rawlings, Thelma Ritter, ecc.
A teatro, lavorò a Amburgo, Brema, Darmstadt, Vienna e Wiesbaden.

## Filmografia parziale

### Cinema
- Peter Voss, der Millionendieb, regia di Ewald André Dupont (1932)
- L'ultima canzone, regia di Georg Jacoby (1932)
- Amore di principe, regia di Arthur Robison (1933)
- Chi ha ucciso? (1936)
- Irene (Das Mädchen Irene), regia di Reinhold Schünzel (1936)
- Ho trovato il mio uomo (1939)
- Un caso sensazionale (1939)
- La donna dei miei sogni (1940)
- Alba d'amore (1942)
- Avventura di lusso, regia di Johannes Meyer (1942)
- L'amazzone contesa (1943)
- Wo ist Herr Belling? (1945)
- Das seltsame Leben des Herrn Bruggs (1951)
- Die Blume von Hawaii (1953)
- Ingrid - Die Geschichte eines Fotomodells (1955)
- All'est si muore, regia di László Benedek (1955)
- Anastasia, l'ultima figlia dello zar (1956)
- Le confessioni del filibustiere Felix Krull, regia di Kurt Hoffmann (1957)
- Tempo di vivere, regia di Douglas Sirk (1958)
- Quando l'amore è veleno (1958)
- La donna alla finestra oscura (1960)
- Holiday in St. Tropez (1964)
- Endstation Tanke (2001)
- Leo und Claire (2001)

### Televisione
- Eine nette Bescherung - film TV (1952)
- Mein Sohn, der Herr Minister - film TV (1958)
- Die gute Sieben - film TV (1959)
- Kammerjungfer - film TV (1964)
- Alle meine Söhne - film TV (1965)
- Förster Horn - serie TV, 13 episodi (1966)
- Wer rettet unseren Ackerknecht? - film TV (1967)
- Blut floss auf Blendings Castle - film TV (1967)
- Alle Hunde lieben Theobald - serie TV, 1 episodio (1969)
- Der Kommissar - serie TV, 3 episodi (1969-1973)
- Drüben bei Lehmanns - serie TV, 2 episodi (1971-1973)
- Sergeant Berry - serie TV, 1 episodio (1974)
- Lichtspiele am Preussenkorso - miniserie TV (1975)
- Von Emma, Türkenpaul und Edwin mit der Geige - film TV (1976)
- Ein Mann für Mama - film TV (1976)
- L'ispettore Derrick - serie TV, ep. 05x03, regia di Helmuth Ashley (1978)
- Karschunke & Sohn - serie TV, 1 episodio (1978)
- L'ispettore Derrick - serie TV, ep. 07x03, regia di Helmuth Ashley (1980)
- Kreuzfahrten eines Globetrotters - serie TV, 1 episodio (1981)
- Il caso Maurizius - miniserie TV (1981)
- Kontakt bitte... - serie TV (1983)
- L'ispettore Derrick - serie TV, ep. 11x01, regia di Theodor Grädler (1984)
- Krimistunde - serie TV, 1 episodio (1985)
- Alte Gauner - serie TV, 1 episodio (1985)
- L'ispettore Derrick - serie TV, ep. 12x13, regia di Zbyněk Brynych (1985)
- Detektivbüro Roth - serie TV, 1 episodio (1986)
- Game, Set, and Match - serie TV, 1 episodio (1988)
- L'ispettore Derrick - serie TV, ep. 15x10, regia di Helmuth Ashley (1988)
- Peter Strohm - serie TV, 1 episodio (1991)
- Haus am See - serie TV (1992)
- Tre passi nel delitto: Villa Maltraversi - film TV (1993)
- Squadra Speciale Cobra 11 - serie TV, 1 episodio (1996)
- Un caso per due - serie TV, 1 episodio (1996)
- Liebe mich bis in den Tod - film TV (1998)
- Move on Up - film TV (1998)
- Ritas Welt - serie TV, 1 episodio (2000)

## Doppiatrici italiane
- Micaela Giustignani in Tre passi nel delitto: Villa Maltraversi[4]